# Тау (Западно-Казахстанская область)
Тау (каз. Тау, до 1992 года — Кайрат) — село в Жанибекском районе Западно-Казахстанской области Казахстана. Административный центр Тауского сельского округа. Код КАТО — 274249100.

## Население
В 1999 году население села составляло 1221 человек (609 мужчин и 612 женщин). По данным переписи 2009 года в селе проживало 1216 человек (580 мужчин и 636 женщин).